# Maurzyce
Maurzyce (prononciation [mauˈʐɨt͡sɛ]) est un village de la gmina de Zduny, du powiat de Łowicz, dans la voïvodie de Łódź, situé dans le centre de la Pologne.
Il se situe à environ 4 kilomètres au sud-est de Zduny (siège de la gmina), 7 kilomètres au nord-ouest de Łowicz (siège du powiat) et 48 kilomètres au nord-est de Łódź (capitale de la voïvodie).
Sa population s'élevait à 214 habitants en 2008.

## Administration
De 1975 à 1998, le village était attaché administrativement à l'ancienne voïvodie de Skierniewice.

Depuis 1999, il fait partie de la nouvelle voïvodie de Łódź.

## Infrastructure
Le pont de Maurzyce, construit en 1928 pour franchir la rivière Słudwia, est le premier pont en treillis routier entièrement soudé au monde.